# Джгантия
Джга́нтия (мальт. Ġgantija), букв. «башня гигантов» — мегалитический храмовый комплекс эпохи неолита на острове Гоцо у побережья Мальты. Является наиболее ранним из мегалитических храмов Мальты. Состоит из двух гигантских храмов, сооружённых в эпоху неолита (около 3600—2500 годов до н. э.). Мегалитические храмы Мальты, в состав которых входит и Джгантия, относятся к памятникам Всемирного наследия.
Судя по многочисленным статуэткам, обнаруженным в окрестностях комплекса, храмы относились к культу плодородия. Согласно местному фольклору, храмы соорудила раса гигантов, которая использовала их как место для поклонения.

## Описание и конструкция
Комплекс Джгантия находится на оконечности плато Шаара (Xagħra). Он состоит из двух храмов, направленных лицом к юго-востоку. Храмы расположены вплотную друг к другу и окружены стеной. Южный храм — более древний и более крупный, датируется около 3600 г. до н. э. Он сохранился лучше, чем северный. План храма включает пять крупных апсид (полукруглых частей), со следами штукатурки, которая когда-то покрывала неровную стену. Он построен с использованием циклопического способа каменной кладки: огромные камни удерживаются на месте лишь за счёт собственного веса.
Форма храмов была типичной для Мальты — в виде клеверного листа. Храм был сооружён без использования металлических орудий и до появления колеса. В окрестностях храма обнаружены небольшие сферические камни, которые, как предполагается, использовались как движитель для транспортировки качением крупных каменных блоков для сооружения храма.
Джгантия, как и другие мегалитические сооружения на Мальте, направлен на юго-восток. Высота южного храма достигает 6 метров. На входе установлен крупный каменный блок с углублением, которое, как предполагается, использовалось для ритуального омовения перед входом в святилище. В пяти апсидах обнаружены различные алтари; по наличию костей животных можно догадаться, что там совершались жертвоприношения.
Участок, на котором стоят оба храма, окружает ограда, состоящая из вертикально стоящих камней, причём некоторые из них достигают 5,5 м в длину и весят до 50 тонн.

## Раскопки и публикации
Местные жители и путешественники знали о существовании храма уже давно. В конце XVIII века, задолго до начала раскопок в этих местах, Жан-Пьер Оуэль составил достаточно точный план. В 1827 г. полковник Джон Отто Байер, заместитель губернатора Гоцо, приказал очистить местность от «мусора». При этом, к сожалению последующих исследователей, с места была вывезена оригинальная почва, которая наверняка содержала ценные археологические материалы. К счастью, за год-два до вывоза «мусора» немецкий художник Брохторфф зарисовал памятник, поэтому современным исследователям известно, как он выглядел до «очистки».
После раскопок в 1827 г. состояние руин стало ухудшаться. Участок находился в частной собственности до 1933 года, когда правительство экспроприировало его. Департамент музеев провёл основательные археологические работы в 1933, 1936, 1949, 1956-57 и 1958-59 годах с целью очистки, сохранения и изучения руин и окружающей местности.
Храм Джгантия был внесён в список мирового наследия ЮНЕСКО в 1980 году. В 1992 ЮНЕСКО принял решение включить в список пять других мегалитических храмов на островах Мальта и Гоцо, и вместо Джгантии в списке ЮНЕСКО теперь указаны Мегалитические храмы Мальты.
- Панорама мегалитов Джгантия
- Стены Джгантии из гигантских монолитов
- Вид наружной стены Джгантии
- План храмов Джгантия